# 大阪府立鳥飼高等学校
大阪府立鳥飼高等学校（おおさかふりつ とりかい こうとうがっこう、英: Torikai Senior High School）は、かつて大阪府摂津市鳥飼上にあった公立の高等学校。高校生急増期の昭和後期1980年、府立128番目に新設されたマンモス校。平成中期2009年に少子化の影響で統廃合され、閉校となった。後身は大阪府立北摂つばさ高等学校。

## 概要
1971年（昭和46年）誕生の黒田革新府政が、高校入試で「十五の春は泣かせない」政策として、大幅に府立高校を新設。1973年度だけで開校13校が計画され各自治体が地元誘致運動を進める中、128番目の府立高校として1980年に開校した。
校地は高槻市との境に位置し、大半は高槻市だが校舎のみ摂津市の飛び地にあった。教育課程は全日制課程で、普通科を設置。最盛期には、生徒数1700名を超えるマンモス校だった。
平成期の少子化に伴い、2005年（平成17年）11月14日、大阪府教育委員会の「府立高等学校特色づくり・再編整備計画（全体計画）平成17年度（第3年次）実施対象校」となり、隣接市茨木市の大阪府立茨木東高等学校と統合されることが決定。2007年4月1日、両校を統合した「茨木・摂津地域新高校」として大阪府立北摂つばさ高等学校が開校した（茨木東高校の校地）。これに伴い鳥飼高校は生徒募集を停止され、在校生が卒業した2009年3月をもって廃校（閉校）となった。
なお、跡地は大阪府立吹田支援学校鳥飼校となり、その後、大阪府立摂津支援学校および大阪府立とりかい高等支援学校になっている。

## 沿革

### 年表
- 1979年 - 3月12日、「大阪府立第128高等学校」（仮称）の建設予算を大阪府議会で議決。大阪府教育委員会事務局の設立準備室で開校事務準備を開始。6月4日、第1期建築工事の請負契約を承認議決。7月26日、第1期工事着工。12月19日、府立高等学校設置条例の一部を改正する条例案を議決
- 1980年 - 1月1日、設置条例により「大阪府立鳥飼高等学校」設置（初代校長に塚本盛治）。3月31日、第1期工事竣工。4月1日、開校。4月8日、第1回入学式（第1期生470名10クラス）
- 1981年 - 3月28日、プール、体育館竣工
- 1990年（平成2年） - 9月27日、新たな制服を制定
- 2005年 - 11月14日、「府立高等学校特色づくり・再編整備計画（全体計画）平成17年度（第3年次）実施対象校」として大阪府立茨木東高等学校と統合されることが決定
- 2007年 - 4月1日、統合「茨木・摂津地域新高校」として「大阪府立北摂つばさ高等学校」開校（茨木東高校の校地）。鳥飼高校は生徒募集を停止
- 2009年 - 2月28日、最後となる第2回卒業式と閉校式。3月31日、廃校（閉校）

（年表の主な出典は公式サイト沿革のページ）

## 基礎データ

### 交通アクセス
鉄道
- 京阪本線 香里園駅より西へ約6.6km（徒歩で約1時間30分）
- 阪急京都線 南茨木駅より南東へ約4.4km（徒歩で約1時間）

バス
- 阪急バス・京阪バス「上鳥飼北」バス停より南へ約600m（徒歩で約8分）または「上鳥飼」バス停より東へ約350m（徒歩で約5分）

## 高校関係者と組織

### 関連団体
- 大阪府立鳥飼高等学校同窓会「飛翔会」 - 同窓会。読み方は「ひしょうかい」。

### 高校関係者一覧
スポーツ
- 上辻佑実 - 女子サッカー選手